# Locris rendalli
Locris rendalli är en insektsart som beskrevs av William Lucas Distant 1897. Locris rendalli ingår i släktet Locris och familjen spottstritar. Inga underarter finns listade i Catalogue of Life.